# Psaliodes infantula
Psaliodes infantula är en fjärilsart som beskrevs av W. Warren 1900. Psaliodes infantula ingår i släktet Psaliodes och familjen mätare. Inga underarter finns listade i Catalogue of Life.